# Guntis Ulmanis
Pour les articles homonymes, voir Ulmanis.
 Guntis Ulmanis, né à Riga le 13 septembre 1939, est un homme d'État letton. Il est président de la république de Lettonie du 8 juillet 1993 au 8 juillet 1999 (réélu en 1996 avec 53 voix contre 47 à la Saeima) après avoir succédé à Anatolijs Gorbunovs, président du Conseil suprême. Il est membre de l'Union des paysans de Lettonie. 
Il est le petit-neveu de Karlis Ulmanis, président de la république de Lettonie de 1936 à 1940. 